# Harut und Marut

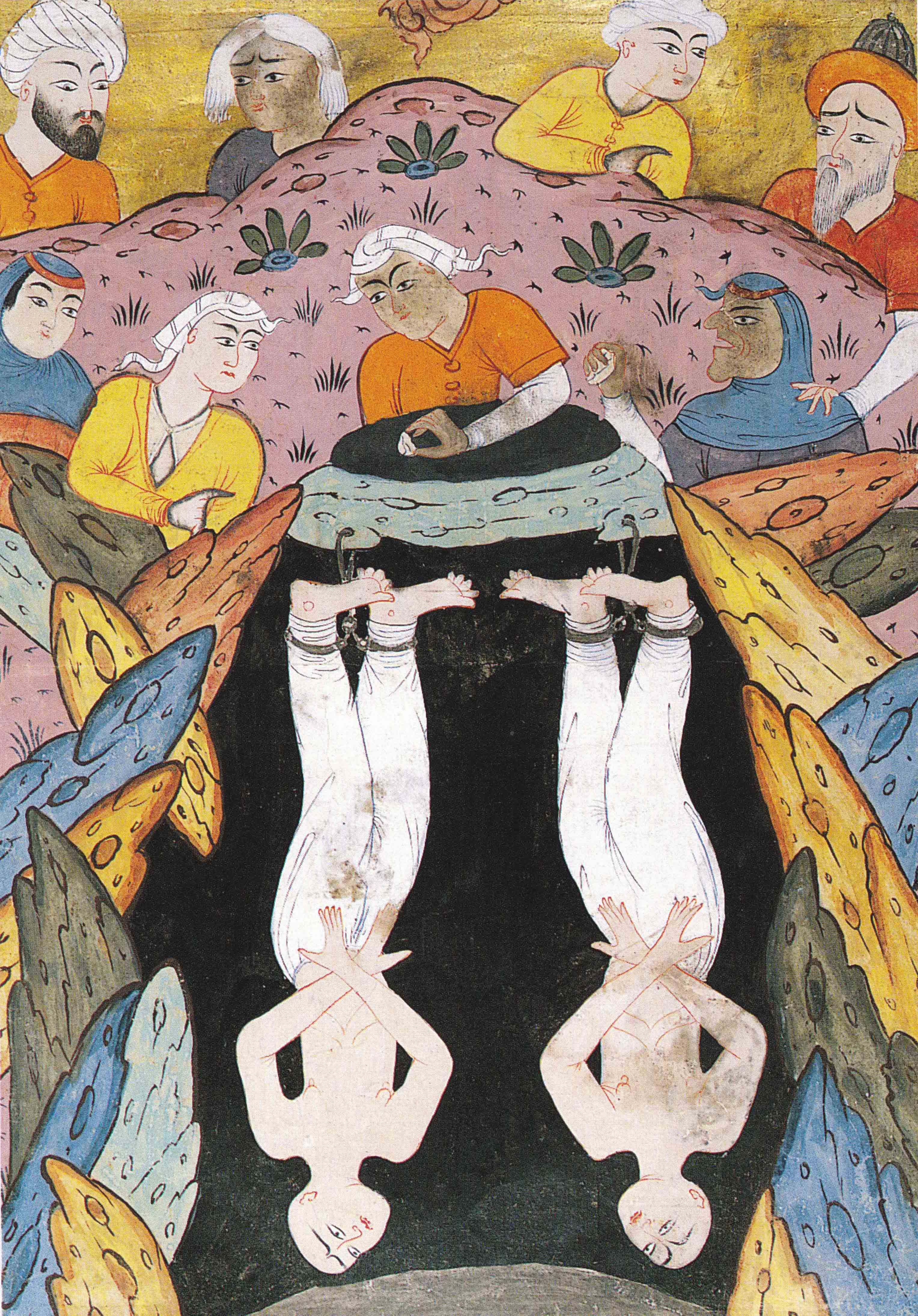
Harut and Marut hängen zur Strafe im Brunnen.(1703)

Harut und Marut (arabisch هاروت وماروت) sind zwei im Koran namentlich erwähnte Engel, die in Babylon Zauberei lehrten. Die Erklärung der koranischen Überlieferung (Tafsīr) erklärt, dass diese Engel zur Erde hinabgesandt worden sind, nachdem sie sich über die Grausamkeiten der Menschheit beschwert haben. Als sie auf Erden selbst verschiedene Sünden begingen, wurde ihnen eine Rückkehr in den Himmel verwehrt. Sie durften dann zwischen der Strafe in dieser Welt und der nächsten Welt (Hölle) wählen. Sie entschieden sich dazu in dieser Welt bestraft zu werden und fanden sich dann an der im Koran erwähnten Stelle wieder und lehrten Zauberei als Versuchung der Menschheit. Anders als die Satane sind sie aber nur eine Versuchung und hegen keine eigene Absicht, Menschen zum Unglauben (Kufr) zu führen.

## Die koranische Erzählung
Harut und Marut lehren, laut Koran, die Menschen in Babel die Zauberei. Diese dient beispielsweise dazu, Eheleute zu entzweien. Harut und Marut schärfen den Menschen dabei allerdings ein, dass sie eine Versuchung seien und die Menschen nicht ihren Glauben verlieren sollten. Der Koranvers (2:102) lautet:
Und sie folgten dem, was die Satane unter der Herrschaft Salomos (den Menschen) vortrugen. Nicht Salomo war ungläubig, sondern die Satane, indem sie die Menschen in der Zauberei unterwiesen. Und (sie folgten dem) was auf die beiden Engel in Babel, Hārūt und Mārūt, (vom Himmel) herabgesandt worden war. Und sie unterwiesen niemanden (in der Zauberei), ohne zu sagen: "Wir sind nur eine Versuchung (für die Menschen). Werde darum nicht ungläubig! Und so erlernten sie von ihnen das (Mittel), womit man zwischen einem Mann und seiner Gattin ein Zerwürfnis hervorruft. Und sie schädigen damit niemanden, es sei denn mit Gottes Erlaubnis. Und sie erlernten, was ihnen schadet und nicht nützt. Und sie wussten wohl, dass derjenige, der so etwas einhandelt, am Jenseits keinen Anteil hat. Sie haben sich fürwahr auf einen schlechten Handel eingelassen. Wenn sie (es) doch wüssten!

## Islamische Exegese

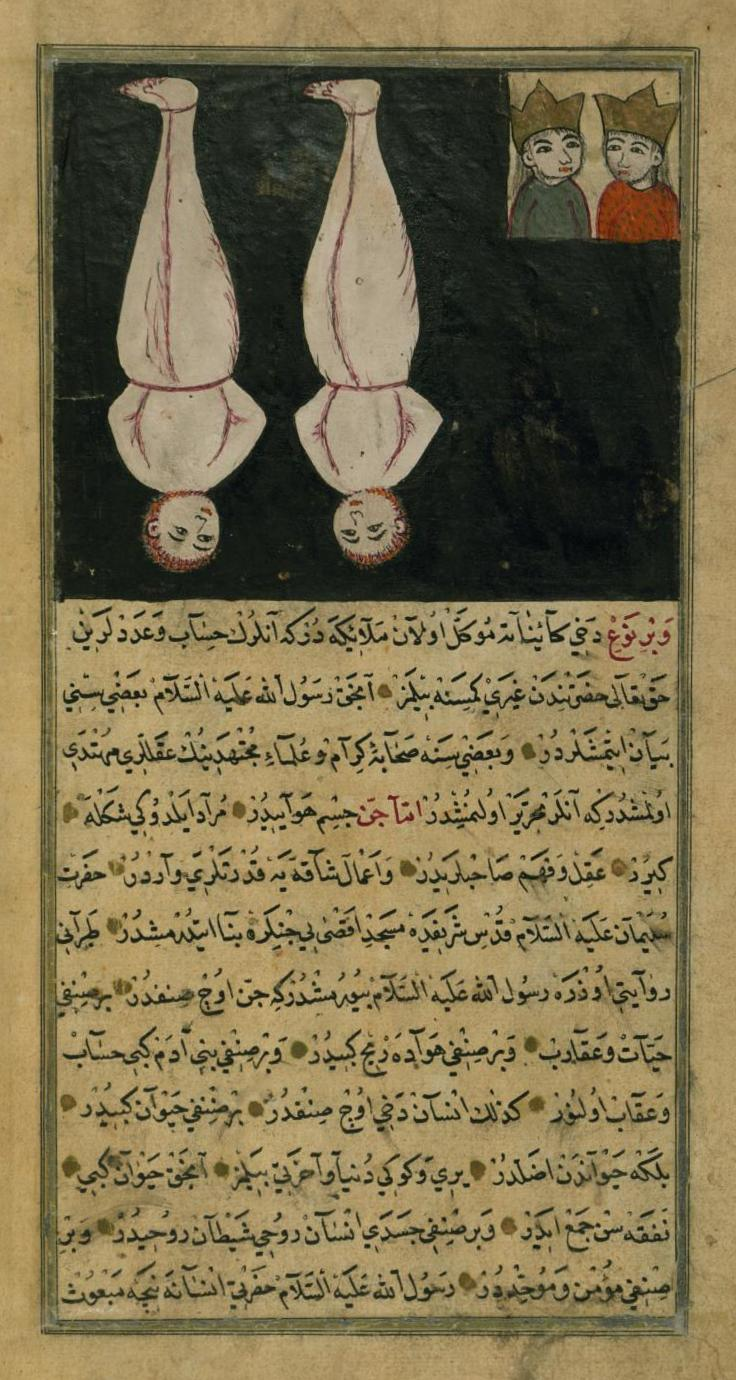
Harut and Marut hängen als Strafe sich kritisch über Adam und seine Nachkommenschaft zu äußern.

Obwohl der Koran dieses Engelspaar nicht ausdrücklich als gefallen bezeichnet, geht der Kontext davon aus, dass dies wahr ist. Die Geschichte von Harut und Marut (qiṣṣat Hārūt wa-Mārūt) ist eine in der Koranexegese immer wiederkehrende Geschichte (Tabari, ibn Hanbal, Rumi, Maqdisi, Tha'labi, Kisa'i, Suyuti), um den Fall dieses Engelspaares zu erklären. Kurz gesagt, diese Geschichte enthält ein Prolegomenon im Himmel, das zu einer Engelsmission auf der Erde führte, gefolgt von einer Verderbnis dieser Engel und einer daraus resultierenden Bestrafung durch Gott. Obwohl dies eine gewisse Ähnlichkeit mit der Geschichte der Wächterengel aus dem Äthiopischen Henochbuch aufweist, sind die wichtigsten Bestandteile dieses Motivs einzigartig in der islamischen Tradition und spiegeln weder die biblischen noch die Traditionen der apokalyptischen Literatur wider. Das Kernmerkmal dieser Geschichte ist die Verwunderung der Engel über die menschliche Bosheit. Anders als im Henochbuch und in der christlichen Tradition geht es in der Geschichte nicht um einen Aufstand der Engel oder die Erbsünde, sondern darum, wie schwer es ist, ein Mensch zu sein.
Ibn Kathīr hält Einzelheiten der Geschichte für eine Fälschung (mawḍūʿ) von Ka'b al-Ahbar. Al-Suyuti führt die Geschichte allerdings auf einen ḥadīṯ zurück, der Muhammad zugeschrieben wird (marfūʿ). Tabari erzählt die Geschichte wie folgt:
Die Engel machen abfällige Bemerkungen über die Sündhaftigkeit der Menschen. Gott fordert die Engel heraus, es besser zu machen, und entsendet Harut und Marut zum Test auf die Erde. Sie haben den Auftrag, Sünden wie Vielgötterei, Mord, Unzucht und Weingenuss zu widerstehen, verfallen jedoch den Reizen einer Frau und töten den Zeugen ihres Vergehens. Vor die Wahl gestellt, ihre Strafe in der Hölle oder auf der Erde zu verbüßen, entscheiden sie sich für die Erde und verweilen unter Qualen in Babel.
Nach Ansicht islamischer Kommentatoren liegt der Sinn der Koransure darin, den Menschen den Unterschied zwischen einfacher Zauberei und göttlicher Macht zu verdeutlichen. Die Geschichte der sündhaften Engel verdeutlicht zudem, welche Schwierigkeiten es den Menschen bereitet, wenn sie versuchen ihren Trieben zu widerstehen, weil selbst Engel unter den gleichen Umständen an dieser Herausforderung scheitern können.

## Unfehlbarkeit der Engel
Engel gelten im Islam allgemein nicht als unfehlbar. Dennoch debattierten muslimische Autoren darüber, wie Engel in einen Irrtum geraten konnten oder plädierten für eine generelle Sündlosigkeit der Engel, weil ihnen körperliche Impulse fehlen, um Sünden zu begehen. Zu jenen, die Engel für unfehlbar halten, gehören unter den Sunniten (unter anderem) Hasan al-Basri, Fachr ad-Dīn ar-Rāzī und Ibn Kathīr sowie unter den Schiiten Schaich Tusi und Schaich Tabarsi.
Die ascharitische Tradition akzeptiert grundsätzlich eine Fehlbarkeit der Engel. Fachr ad-Dīn ar-Rāzī ist eine Ausnahme und stimmt mit den Mu'taziliten darin überein, dass Engel nicht sündigen können und Harut und Marut lediglich Zauberei lehrten, aber nicht verdammt wurden. Er geht noch weiter und fügt den sechs Glaubensartikeln hinzu, dass es nicht ausreicht, bloß an Engel zu glauben, man muss auch an ihre Unfehlbarkeit akzeptieren. Allerdings ist diese Vorstellung unter Sunniten nicht weit verbreitet.
Al-Baidāwī erklärt, dass „bestimmte Engel nicht unfehlbar sind, selbst wenn die Unfehlbarkeit unter ihnen vorherrscht – genauso wie bestimmte Menschen unfehlbar sind, aber die Fehlbarkeit unter ihnen vorherrscht.“ In einem Kommentar von Tafsir al-Baydawi heißt es, dass der „Gehorsam der Engel ihre Natur ist, während ihr Ungehorsam eine Last ist, während der Gehorsam der Menschen eine Last ist und ihr Verlangen nach Lust ihre Natur ist.“
Māturidī akzeptiert ebenfalls, dass Engel ungehorsam sein können und auch getestet werden. Aufgrund der Geschichte von Harut und Marut, die zwar sündhaft sind, aber keine Ungläubigen, erklärt sein Schüler, dass sündhafte Muslime keine Ungläubigen sind.

## Herkunft
Vorbild und Quelle der Legende gefallener Engel sind verschiedene biblische (2. Brief des Petrus: 2,4; Brief des Judas: 6) und außerbiblische Überlieferungen wie die apokryphen Henoch-Bücher. Namensgeber Haruts und Maruts sind zwei Amescha Spenta des Zoroastrismus: Haurvatāt (Integrität) und Ameretāt (Unsterblichkeit). Es ist unklar, wie es zur Synthese zoroastrischer und jüdisch-christlicher Überlieferungen gekommen ist und auf welchem Weg diese nach Arabien gelangten.